# Unión Deportiva Gran Tarajal
Unión Deportiva Gran Tarajal Sociedad Tamasite es un equipo de fútbol español localizado en Gran Tarajal, Fuerteventura, Islas Canarias. Fue fundado en 1925. Actualmente milita en el Grupo XII de la Tercera División RFEF. Disputa los partidos como local en el Estadio Municipal de Gran Tarajal, con una capacidad de 3000 espectadores.

## Temporadas
| Temporada | Nivel | División            | Posición | Copa del Rey |
| --------- | ----- | ------------------- | -------- | ------------ |
| 1980–81   | 8     | Tercera Regional    | 12.°     |              |
| 1981–82   | 7     | Segunda Regional    | 8.°      |              |
| 1982–83   | 7     | Segunda Regional    | 6.°      |              |
| 1983–84   | 7     | Segunda Regional    | 9.°      |              |
| 1984–85   | 7     | Segunda Regional    | 10.°     |              |
| 1985–86   | 7     | Segunda Regional    | —        |              |
| 1986–87   | 6     | Primera Regional    | —        |              |
| 1987–88   | 6     | Primera Regional    | —        |              |
| 1988–89   | 6     | Primera Regional    | —        |              |
| 1989–90   | 5     | Regional Preferente | 17.°     |              |
| 1990–91   | 6     | Primera Regional    | —        |              |
| 1991–92   | 6     | Primera Regional    | —        |              |
| 1992–93   | 6     | Primera Regional    | 2.°      |              |
| 1993–94   | 6     | Primera Regional    | 2.°      |              |
| 1994–95   | 6     | Primera Regional    | —        |              |
| 1995–96   | 6     | Primera Regional    | 2.°      |              |
| 1996–97   | 6     | Primera Regional    | —        |              |
| 1997–98   | 6     | Primera Regional    | —        |              |
| 1998–99   | 6     | Primera Regional    | 3.°      |              |
| 1999–00   | 6     | Primera Regional    | 11.°     |              |
| 2000–01   | 5     | Regional Preferente | 4.°      |              |

| Temporada | Nivel | División            | Posición | Copa del Rey |
| --------- | ----- | ------------------- | -------- | ------------ |
| 2001–02   | 5     | Regional Preferente | 7.°      |              |
| 2002–03   | 5     | Regional Preferente | 6.°      |              |
| 2003–04   | 5     | Regional Preferente | 12.°     |              |
| 2004–05   | 5     | Regional Preferente | 15.°     |              |
| 2005–06   | 6     | Primera Regional    | 1.°      |              |
| 2006–07   | 5     | Regional Preferente | 16.°     |              |
| 2007–08   | 6     | Primera Regional    | 5.°      |              |
| 2008–09   | 6     | Primera Regional    | 5.°      |              |
| 2009–10   | 6     | Primera Regional    | 5.°      |              |
| 2010–11   | 6     | Primera Regional    | 5.°      |              |
| 2011–12   | 6     | Primera Regional    | 3.°      |              |
| 2012–13   | 6     | Primera Regional    | 6.°      |              |
| 2013–14   | 6     | Primera Regional    | 3.°      |              |
| 2014–15   | 6     | Primera Regional    | 6.°      |              |
| 2015–16   | 6     | Primera Regional    | 3.°      |              |
| 2016–17   | 6     | Primera Regional    | 2.°      |              |
| 2017–18   | 6     | Primera Regional    | 1.°      |              |
| 2018–19   | 5     | Regional Preferente | 1.°      |              |
| 2019–20   | 4     | 3.ª División        | 9.°      | Preliminar   |
| 2020–21   | 4     | 3.ª División        | 10.º     |              |
| 2021-22   | 5     | 3.ª División RFEF   | 7.°      |              |
| 2022-23   | 5     | 3.ª División RFEF   | 15.°     |              |

- 3 temporadas en Tercera División